# Teatro Rainbow

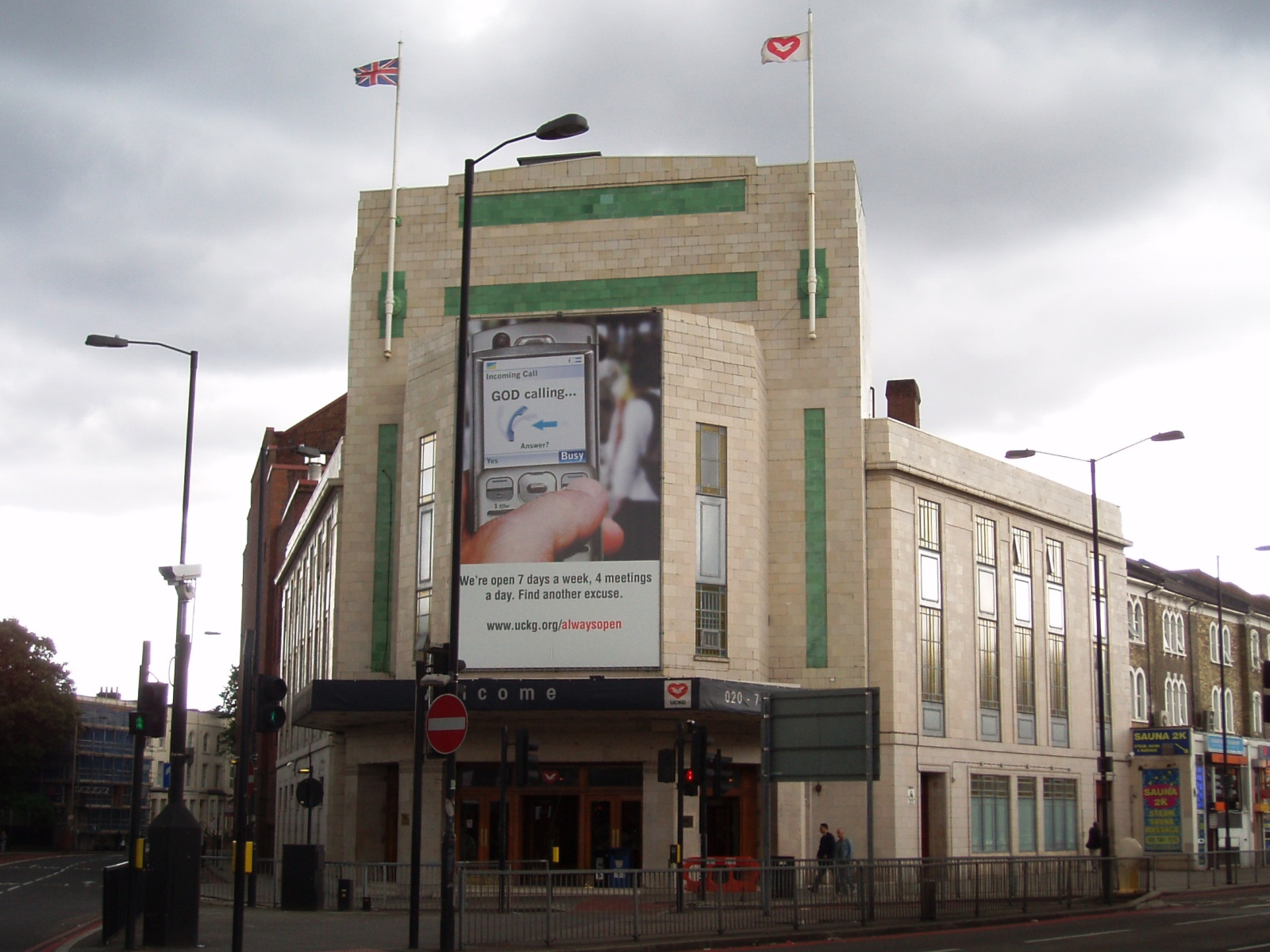
Teatro Rainbow, Londres

Teatro Rainbow (em inglês:  The Rainbow Theatre, originalmente chamado de Astoria Theatre), é um antigo teatro localizado em Finsbury, na parte norte de Londres. Também foi um cinema em meados da Década de 1930. Em 1995 foi adquirido pela Igreja Universal do Reino de Deus, tornando-se uma de suas instalações no país.

## História

### Cinema
Quando foi inaugurado em 1930, o Astoria Cinema foi o maior cinema do mundo. Estando próximo à duas das principais avenidas de Londres, exibiu em sua carreira, mais de mil filmes. Foi usado como cinema até 1971, quando ja dividia o ambiente com algumas apresentações de bandas. Posteriormente cedeu lugar para apresentar somente os festivais de música ao vivo.

### Música
Diversas apresentações ocorreram no Rainbow, entre os quais se destacam:
Até a Década de 1960
| - Adam Faith, - Aretha Franklin, - Bill Haley, - Brenda Lee, - Brook Benton, - Chuck Berry, - Cliff Richard, - Connie Francis, | - Dave Brubeck, - Duke Ellington - Errol Garner, - Frank Sinatra, - Gene Pitney, - Georgie Fame, - Joe Brown, - Johnny Mathis, | - Miles Davis, - Nat 'King' Cole, - Otis Reading, - Ray Charles, - Roy Orbison, - Sarah Vaughan, - Shirley Bassey, - Sonny & Cher, | - The Beach Boys - The Beatles, - The Dave Clark Five, - The Everly Brothers, - The Rolling Stones, - The Walker Brothers, |

Década de 1970 em diante
| - 10cc, - Alice Cooper, - B.B. King, - Bay City Rollers, - Billy Connolly, - Blondie, - Bob Marley, - Boney M, - Chicago (banda), - David Bowie, - David Soul, - Deep Purple, - Desmond Decker, - Dionne Warwick, - Dire Straits, | - Dolly Parton, - Donna Summer, - Doris Troy, - Electric Light Orchestra, - Elton John, - Fairport Convention, - Focus, - Frank Zappa, - Garry Glitter, - Genesis, - Iggy Pop, - Iron Maiden, - Isaac Hayes, - James Brown, - Jerry Lee Lewis, | - Joan Baez, - Lindisfarne, - Lou Reed, - Marc Bolan - Mott the Hoople, - Muhammed Ali, - Neil Young, - Olivia Newton John, - Pink Floyd, - Queen, - Rose Royce, - Roxy Music, - Sex Pistols, - Slade, | - Status Quo, - Steve Miller, - Stevie Wonder - The Sweet - Tangerine Dream, - The Allman Brothers, - The Boomtown Rats, - The Jackson 5, - The Jam, - The Kinks, - The Osmonds, - Thin Lizzy - Van Morrison, - Wishbone Ash, |